# オート・プロヴァンス (小惑星)
オート・プロヴァンス（英語：7755 Haute-Provence）は小惑星帯に位置する小惑星。ベルギーの天文学者エリック・ヴァルター・エルストがフランス南東部のアルプ＝ド＝オート＝プロヴァンス県にあるオート＝プロヴァンス天文台で発見した。天文台またはその所在地から命名された。